# Либија на Светском првенству у атлетици у дворани 2022.
Либија је учествовала на 18. Светском првенству у атлетици у дворани 2022. одржаном у Београду од 18. до 20. марта други пут. Репрезентацију Либије је представљао један атлетичар, који се такмичио у трци на 1.500 метара.,
Такмичар Либије није освојио ниједну медаљу, али је постигао лични рекорд.

## Учесници
Мушкарци:
- Ала Алгорни — 1.500 м

### Мушкарци
| Атлетичар   | Дисциплина | Лични рекорд | Квалификације | Квалификације | Финале               | Финале  | Детаљи |
| Атлетичар   | Дисциплина | Лични рекорд | Резултат      | Место         | Резултат             | Место   | Детаљи |
| ----------- | ---------- | ------------ | ------------- | ------------- | -------------------- | ------- | ------ |
| Ала Алгорни | 1.500 м    |              | 1:54,72 ЛР    | 8. у гр. 4    | Није се квалификовао | 30 / 30 |        |